# Marie-José Gröger
Marie-José Gröger van Meurs (* 1936 in Den Haag) ist eine in der Provinz Südholland geborene österreichische Malerin und Grafikerin des abstrakten Expressionismus.

## Leben und Wirken
Gröger schloss die Koninklijke Academie van Beeldende Kunsten 1964 ab und studierte dann an der Akademie der Bildenden Künste Wien. Von 1974 bis 1976 absolvierte sie eine Glasbläser-Lehre in London und 1978/1979 verbrachte sie ein Meisterschuljahr an der Universität für künstlerische und industrielle Gestaltung Linz.
1991/92 dozierte sie das Fach Radierung an der Akademie in Stift Geras. Mit einem Stipendium des Bundesministeriums für Unterricht und Kunst war sie 1995 in Israel und mit einem Stipendium des Kulturministeriums 1997 und 1998 in Belgien und 2007 in Japan. Bei einem Arbeitsaufenthalt arbeitete sie in Norwegen an großen Porträtaufträgen. Weitere Reisen führten sie nach Italien, Griechenland, Frankreich, Sizilien, Kalabrien, China, Israel, Belgien, England und Japan, wo sie mit Einzel- und Gemeinschaftsausstellungen auf sich aufmerksam machte.
Ihre Werke wurden befinden sich hauptsächlich in österreichischen öffentlichen Sammlungen, zusätzlich aber auch in Museen in Belgien, Holland, Deutschland und Schweden.
Gröger ist Mitglied der Berufsvereinigung Bildender Künstler Oberösterreich, beim Oberösterreichischen Kunstverein, bei der Innviertler Künstlergilde und beim Kunstforum Salzkammergut. Sie lebt und arbeitet in Attnang-Puchheim.